# Музеј српске књижевности
Музеј српске књижевности је приватна иницијатива породице Лазић са седиштем у Београду која сакупља и представља материјал о српским књижевницима, удружењима књижевника, о књижевним и сродним делима, историји и теорији књижевности, књижевној критици, као и личне предмете књижевника или предмете помоћу којих су написана значајна књижевна дела, рукописе и друго. Осим тога, Музеј кроз богату грађу представља и целокупну српску историју, са фокусом на књижевност.  
Део је Удружења за културу, уметност и међународну сарадњу „Адлигат“, под којим раде и Музеј књиге и путовања и Библиотека Лазић. 

## Историјат
Музеј српске књижевности је под кишобраном удружења грађана основан 2012. године заједно са Удружењем за културу, уметност и међународну сарадњу „Адлигат“. Удружење представља продужетак традиције дуге преко два века, Библиотеке Лазић, која је први пут отворена за јавност још 1882. године, а незванично постоји од почетка 18. века. Од 1977. године Библиотека је неко време била затворена, а 2009. Виктор Лазић ју је поново учинио доступном за јавност, када се и формира идеја о Удружењу, у оквиру којег би пословала два музеја: Музеј српске књижевности и Музеј књиге и путовања, са Библиотеком Лазић као централном институцијом.  
Основано од стране Виктора Лазића, заједно са суоснивачима иницијаторима Горицом и Браниславом Лазић и Зорицом Вуковић-Вујовић. Неки од почасних чланова оснивача су песник Љубивоје Ршумовић, писци Милован Данојлић и Љуба Симовић, академици Матија Бећковић, Владета Јеротић и Миодраг Павловић, проф. др Дарко Танасковић, књижевници Перо Зубац, Срба Игњатовић, Драгослав Михаиловић и Милош Јанковић, Мирјана Вуисић, супруга глумца Павла Вуисића, редитељ Емир Кустурица, историчар и дипломата Душан Батаковић, историчар уметности Никола Кусовац и многи други угледни писци, научници и уметници. С'обзиром да у Републици Србији не постоји регистрован ни један приватни музеј ова иницијатива је остала само као жеља оснивача да оснује музеј.

## Ризница експоната
Кроз књиге, рукописе, предмете и бројну другу грађу ова приватна колекција представља целокупну српску историју, са фокусом на књижевност. Богату ризницу, осим обимног материјала о српским књижевницима и књижевности генерално, чини и значајна историјска грађа, попут писама краља Милана, намештаја са двора Обреновића и друго. У својој поставци постоје оригинали рукописа, преписки, као и разгледнице и друге личне предмете српских књижевника, као што су оловке и писаће машине на којима су писана важна књижевна дела, али и делови одеће књижевника по којима су били препознатљиви. Ту се налази и богат фонд књига са аутограмима и посветама аутора, са преко 50.000 потписа, укључујући потписе Лазе Костића, Бранислава Нушића, Бранка Ћопића, Јанка Веселиновића, Надежде Петровић, Тина Ујевића, Меше Селимовића, Добрице Ћосића и многих других.
У сталној поставци приватне збирке, између осталог, могу се видети: 
- ретка и прва издања српских аутора,
- аутограми свих значајнијих писаца и уметника који су стварали у Србији,
- рукописи важних аутора као што су Оскар Давичо, Војислав Илић Млађи, Младен Марков, Добрило Ненадић, Сиба Миличић, Васко Попа, Моша Одаловић и други,
- колекције књига и материјала о свим значајнијим, али и многим мање значајним српским књижевницима, али и писцима који су стварали, живели или долазили у Србију,
- предмети великог броја значајних писаца, као што су писаће машине Гвиде Тартаље, Боре Ћосића, Милована Данојлића, наочаре Добрице Ћосића и бројни други,
- колекције књига са потписима добитника најзначајнијих домаћих и страних награда, укључујући добитнике Нобелове награде.

## Фото-галерија

### Просторије
- Соба у Музеју српске књижевности са легатом Мирјане и Павла Вуисића.
- Спомен соба проф. др Илеане Чуре са намештајем Михаила Полит-Десанчића.
- Спомен соба Петра Пајића са његовим радним столом, столицом и личном библиотеком.
- Спомен соба Миодрага Павловића са његовим намештајем и личном библиотеком.
- Део спомен собе Миодрага Павловића посвећен његовом куму, академику Владети Јеротић.
- Спомен соба Петера Урбана.
- Соба краљице Наталије, део легата породице Леко.

### Библиотеке и збирке
- Библиотека Марка С. Марковића.
- Чеховљева библиотека у спомен соби Петера Урбана.
- Део личне библиотеке Петра Пајића.
- Библиотека Миодрага Живанова.
- Део збирке Владете Јеротића.
- Део збирке минијатурних књига „Наташа Ршумовић”.
- Збирка Добрице Ерића.

### Предмети
- Писаћа машина Гвиде Тартаља.
- Писаћа машина Петра Пајића на којој је откуцао песму „Србија”.
- Радни сто и писаћа машина проф. др Дарка Танасковића.
- Радни сто и писаћа машина Миодрага Павловића.
- Радни сто Марка Т. Лека.
- Фотеља Илеане Чуре у којој је провела ноћ након Новосадске рације.

### Рукописи, писма, посвете
- Писма Николе Тесле о Михајлу Пупину (1934-1935), упућена Радоју Јанковићу, генералном конзулу Краљевине Југославије у Њујорку
- Писмо Бранка Миљковића упућено редакцији Књижевних новина о песмама Петра Пајића.
- Писма Саве Шумановића упућена Растку Петровићу.
- Писмо Данила Киша упућено Милошу Јанковићу, 1981.
- Рукописи Оскара Давича, укључујући и рукопис романа „Бетон и свици” за који је добио НИН-ову награду.
- Рукопис песме академика Матије Бећковића „Вера Павладољска”.
- Рукописи Васка Попе.
- Дневник рукописа Петра Пајића.
- Рукопис Владете Јеротића.
- Рукописи претходно непознатих сценарија Павла Вуисића.
- Посвета Лазе Костића Ј. Јовановићу Змају.
- Посвета Десанке Максимовић Гроздани Олујић, 1981.
- Посвета Исидоре Секулић Миодрагу Павловићу.
- Посвете Миодрага Павловића упућене Петеру Урбану.
- Посвете Добрице Ћосића (лево) и Зорана Ђинђића (десно) упућене Миодрагу Павловићу.
- Посвета Орхана Памука Дарку Танасковићу, 2006.
- Посвета Милутина Миланковића Марку Алкалају, 1956.
- Посвета Радета Драинца упућена Стевану Бешевићу.
- Књиге са посветама Србе Игњатовића, 2018.
- Посвета Добрице Ерића Удружењу „Адлигат”, 2017.
- Посвета и цртеж Моше Одаловића Музеју књиге (Удружењу „Адлигат”), 2017.
- Посвета Милована Данојлића „Адлигату”, 2018.